# Esporte Clube Pinheiros (San Paolo)
L'Esporte Clube Pinheiros è stata una società calcistica brasiliana di San Paolo del Brasile, fondata il 7 settembre 1899 e sciolta nel 1933.

## Storia
Il club fu creato da Hans Nobiling con il nome di Sport Club Germânia. Nel 1901 fu uno dei fondatori della Liga Paulista de Futebol, la prima federazione calcistica del Brasile, e l'anno successivo prese parte l'edizione inaugurale del Campionato Paulista. L'incontro con il Mackenzie College fu il primo in assoluto della storia del torneo. Grazie a Hermann Friese e a Arthur Friedenreich, i due giocatori maggiormente rilevanti del club, il Germânia si impose a livello statale, vincendo i trofei del 1906 e del 1915. Con l'avvento del professionismo, nel 1932 il club abbandonò il calcio, ma rimase attivo nelle altre discipline; negli anni 1940 cambiò nome da Germânia a Pinheiros.

## Palmarès

### Competizioni statali
- Campionato paulista: 2

1906, 1915

### Altri piazzamenti
- Campionato paulista:

Secondo posto: 1905, 1908